# Mubarak Marzuk
Mubarak Marzuk, Mubarak Marzouq (ur. 1 stycznia 1961) – kuwejcki piłkarz, reprezentant kraju.

## Kariera piłkarska
Podczas kariery piłkarskiej reprezentował barwy zespołu Al-Tadamon. W 1982 został powołany przez trenera Carlosa Alberto Parreirę na Mistrzostwa Świata 1982, gdzie reprezentacja Kuwejtu zagrała w grupie z Anglią, Francją oraz Czechosłowacją. Marzuk nie zagrał w żadnym z tych spotkań, a Kuwejt odpadł z turnieju po trzech grupowych porażkach.